# 練馬区立田柄中学校
練馬区立田柄中学校（ねりまくりつ たがらちゅうがっこう）は東京都練馬区にある公立中学校。2019年(令和元年)5月時点の生徒数は13学級443名。

## 沿革
- 1960年
  - 4月1日 - 練馬中学校内に開設
  - 7月4日 - 現在地に移転
- 1961年3月8日 - 校歌・校旗制定
- 1962年7月6日 - 講堂兼体育館竣工
- 1963年8月16日 - プール完成
- 1980年5月5日 - テニスコート完成
- 1984年4月1日 - 光が丘第四中学校開設にともない学区域変更
- 1992年7月10日 - 体育館・プール改築完成
- 1997年11月17日 - テニスコート完成
- 2023年～校舎建て替え中

## 目指す学校像
- 「基礎基本」をしっかり教え、子供の「力」を伸ばす学校
- 生徒が互いに相手の気持ちを考えることのできる学校
- 生徒に実践的な活動の場を与え、地域と協働して教育活動のできる学校
- 地域・保護者から信頼され、誰もが誇りに思う学校

## 部活動
運動部
- 陸上競技部
- サッカー部
- 男子硬式テニス部
- 女子硬式テニス部
- バスケットボール部（男・女）
- 野球部
- 女子バレーボール部
- 卓球部
- 剣道部

文化部
- 吹奏楽部
- 美術部
- 書道部
- 科学部

## 通学区域
- 田柄一丁目（4-7、20-30）
- 田柄二丁目
- 田柄三丁目（1-6、8-11、18-26）
- 田柄四丁目（1-9、18-33）

## 進学前小学校
区立中学校選択制度があり区内の遠方から通学している生徒もいるが、学区指定による小学校は以下の通り。※印は小中一貫教育グループの構成校。
- 田柄小学校(※)
- 田柄第二小学校(※)

## 学区内の主な施設
- 地下鉄赤塚駅

## 交通
- 都営地下鉄大江戸線光が丘駅徒歩15分
- 都営地下鉄大江戸線光が丘駅より国際興業バス練馬区役所行田柄中学校前下車
- 東京メトロ有楽町線平和台駅徒歩15分
- 東京メトロ有楽町線平和台駅より国際興業バス光が丘駅行田柄中学校前下車

## 著名な出身者
- 阿部俊人（元プロ野球選手）
- 宮本優太（サッカー選手）
- 寺沢功一（ミュージシャン）